# آدم‌فضایی (فیلم)
آدم‌فضایی (انگلیسی: Starman) فیلمی در ژانر رمانتیک و علمی–تخیلی به کارگردانی جان کارپنتر است که در سال ۱۹۸۴ منتشر شد.

## بازیگران
- جف بریجز
- کارن آلن
- چارلز مارتین اسمیت
- ریچارد جاکل
- جورج باک فلاور
- جان کارپنتر
- ام. سی. گینی